# Mosseldag
Mosseldag ou jour des moules est une célébration annuelle dans le village de Yerseke, dans la province de Zélande aux Pays-Bas. L'événement a lieu le troisième samedi d'août.
L'événement attire environ 50 000 visiteurs de la région et des visiteurs des Pays-Bas, de la Belgique, d'Allemagne et de France. Mosseldag est connu pour les moules à manger, la navigation sur les bateaux des pêcheurs de moules (mosselkotters), le passage de la flotte, le carnaval et la fête de rue dans le village. Dans la soirée se déroule une parade des fanfares près du port et la journée se termine avec des feux d'artifice. Le mosseldag est l'occasion de manger diverses spécialités de la mer.